# 匡互生
匡互生（1891年—1933年4月22日），名濟，字人傑，別名日休、務遜。湖南邵陽東鄉天台山（今邵東縣廉橋鎮豐足村）人，中国教育家，五四运动学生领袖。

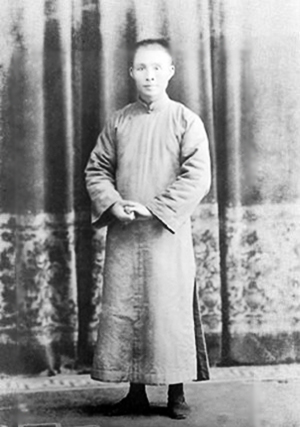

## 生平

### 学生领袖
清朝光緒十七年九月三十日（1891年），匡互生生於邵陽東鄉天台山。7歲，匡互生开蒙。16歲起兼學武术。宣統二年（1910年）入邵陽中學学习。武昌起义爆發后，湖南响应，匡互生隨石基攻破湖南巡撫衙門，后负责防守小西門。民國2年（1913年），匡互生发表《時事感言》，揭露湖南都督湯薌銘在寶慶的恶行，遭到湯薌銘緝捕。在國文教员李洞天的努力掩护下，匡互生幸免。
民國4年（1915年），匡互生考入北京高等師範學校預科，民国5年（1916年）入數理部本科。在校期间，他和同學周予同、劉薰宇、周為群等人組織了“同言社”，後更名为“工學會”，組織同学秘密阅读進步书籍和刊物。匡互生阅读了李大釗发表在《新青年》上的《庶民的勝利》、《布爾什維克主義的勝利》等文，赞叹这些文章是“驚醒青年睡夢的晨鐘”。
民國8年（1919年）4月，巴黎和會中国外交失败。北京學生決定在5月7日示威遊行，抗議巴黎和約。匡互生秘密同朋友约定，在遊行中為國捐軀，並寫好了遺書。5月3日晚，工學會秘密开會，匡互生在会上认为应当以暴抗暴，获得很多同學贊同。會議決定派代表連夜联络各校，提前在5月4日舉行示威遊行，並在各个“賣國賊”的住处进行監視活动。
5月4日下午，五四运动爆发，北京各校學生集会于天安門，提出“外禦強權，內懲國賊”口號，匡互生走在遊行隊伍最前面。游行隊伍来到曹汝霖家门外，匡互生见大门紧闭，便率先攀上大門旁边的小窗户，并打碎玻璃，掰開鐵欄，擠入曹汝霖家院內。随后，陳藎民、楊晦等几名学生也进入曹汝霖家。匡互生还劝守衛曹汝霖家的警察“爭國權、懲治賣國賊，以振國威”，警察被他的话语感動，纷纷自動取下刺刀，退出子彈，匡互生等人乃打開曹汝霖家大門，遊行学生鱼贯而入。匡互生在曹汝霖家院內未找到曹汝霖，便從其臥室内取出被褥等焚燒。半小時後，段祺瑞派出的軍警趕到曹汝霖家，逮捕了32名學生。匡互生幸而未遭逮捕。此后北京學生總罷課，並通電全國抗議，天津、上海、泸州、長沙等地學生也进行遊行示威，聲援北京學生。段祺瑞政府被迫釋放了被捕學生，罷免曹汝霖、章宗祥等人，並拒絕在《凡尔赛条约》上簽字。

### 教育家
1919年夏，匡互生自北京高等師範學校畢業回到長沙，在楚怡小學任教。当时正逢湖南驱张运动，驱逐張敬堯，匡互生和毛澤東、何叔衡等共同起草了驅張宣言。1920年，匡互生任湖南第一師範學校教務主任，任内首倡男女同校。他还和毛澤東等人組織了湖南學生聯合會、職工會。
民國13年（1924年），匡互生在浙江上虞春暉中學任教，因主张教育改革被校長否决，乃辭職。民國14年（1925年）春，匡互生在上海虹口老靶子路辦學。同年夏，在江灣鎮籌建校舍，以“修養健全人格，實行互助生活，改造社會，促進文化”為旨，取孔子“己欲立而立人，己欲達而達人”的意思，为学校起名“立達”。匡互生还认为，教育者的責任在于使受教育者在自由發展中“去害蟲、灌肥料、滋雨露”以自然發育，故將學校称为“學園”。所以，这所学校的名字叫做“立达学园”。
民國18年（1929年），立达学园增設了農村教育科，该科内設養雞、養蜂、園藝三個專業。文化課除教育部規定的课程以外，又增設了世界語、義大利語、法語、邏輯學、社會學、實踐道德等課程。民國21年（1932年），上海一二八事變发生，立達學園遭日軍炸毁。匡互生等人随即重建了校舍，于同年秋復課。
民國22年（1933年）4月22日，匡互生病逝。

## 家庭
- 妻子胡琬如，又名胡斌，生于1897年，卒于1993年。湖南长沙人。1927年9月19日，胡琬如任國立勞動大學附小主事（即校长）。匡互生逝世后，胡琬如再婚沈仲九，成为他的第四任妻子。沈仲九的亡妻陶毅亦是毛泽东的友人[2]:70—71。